# Telefonia cellulare

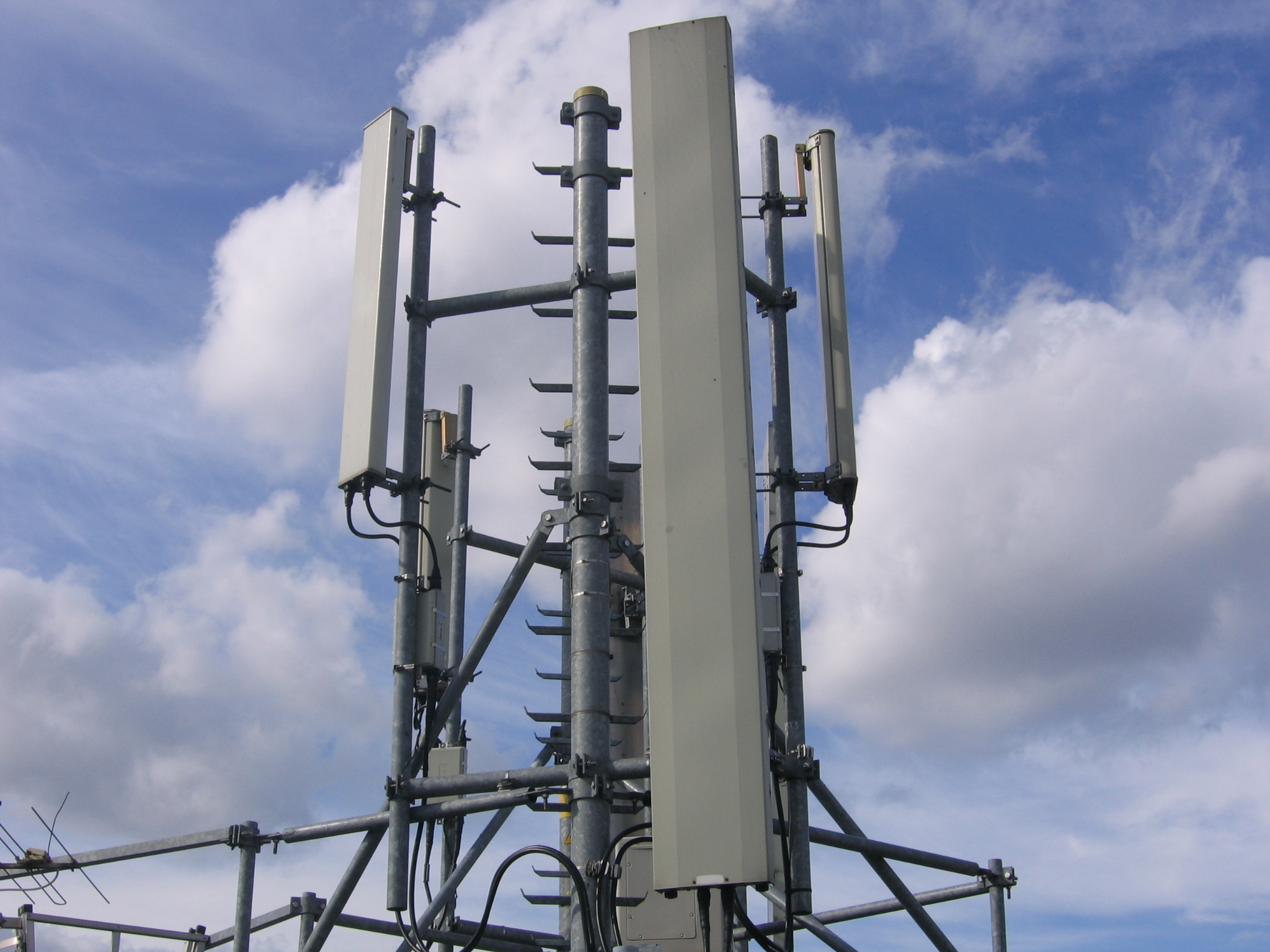
Stazione radio base GSM

La telefonia cellulare, nelle telecomunicazioni, è un tipo di telefonia mobile (l'altra è la telefonia satellitare) che si caratterizza per l'accesso a una rete telefonica attraverso una rete cellulare e destinata all'utente finale. L'accesso alla rete telefonica inoltre è di tipo privato (contrapponendosi quindi alla telefonia pubblica), cioè di proprietà dell'utente finale o a esso riservato dal proprietario dell'accesso o da chi l'ha in gestione, ed è realizzato per mezzo di onde radio e ricetrasmettitori terrestri (cioè ubicati sulla superficie terrestre) che danno vita alle stazioni radio base, le quali coprono ciascuna una porzione di territorio detta cella di copertura.
Utilizzando onde radio per l'accesso alla rete telefonica, è in grado di servire intere aree geografiche in modo continuo e si contrappone quindi alla telefonia fissa in grado di servire solo punti geografici fissi (vincolo in parte ovviato con l'utilizzo di apparecchi telefonici cordless). Questi due differenti tipi di servizio telefonico tuttavia non sono in sostanziale concorrenza tra loro, ma possono essere visti come del tutto complementari a servizio dell'utente.
Già a partire dai sistemi di 2ª Generazione nei sistemi cellulari oltre al servizio classico di telefonia si è aggiunto anche il servizio di trasporto dati e successiva connessione alla rete Internet a favore dell'utente.

## Descrizione

Logo GSM

### Tecnologie di telefonia cellulare
Dalla sua comparsa, il telefono cellulare ha usato diversi sistemi di funzionamento principali (e alcuni "intermedi"), chiamati generazioni, basati su differenti tecnologie e standard di comunicazione:
- 0G: network radiomobili analogici nella banda dei 450 MHz.

In questa fase l'interoperabilità tra le reti e i dispositivi è quasi inesistente e molti stati sviluppano reti e dispositivi in maniera indipendente (uno dei leader è la società italiana Italtel). Svariate reti nel nord Europa erano basate su NMT (Nordisk MobilTelefoni) al quale Italtel probabilmente si ispirò per sviluppare in Italia la rete RTMS (Radio Telephone Mobile System), resa operativa a Milano e Roma nel settembre 1985.
In un primo tempo i telefoni erano di tipo veicolare cioè destinati all'installazione fissa su veicoli, ma, col progredire della tecnologia, dimensione e peso degli apparecchi si sono via via più ridotti, ed è diventato possibile immettere sul mercato telefoni trasportabili che si presentavano come piccole valigette che consentivano, appunto, di trasportare il telefono).
In questa fase di sviluppo della telefonia cellulare la copertura territoriale è ancora basata su macrocelle (più efficaci comunque di quelle del sistema embrionale a 160 MHz degli anni '70) e ancora piuttosto limitata, la copertura dell'intero territorio nazionale venne raggiunta solo nel 1989.
- 1G (I generazione): standard analogici TACS (Total Access Communication System) e ETACS (ExtendedTACS, TACS esteso con l'aggiunta di nuove frequenze) impiegati principalmente in Europa, AMPS (Advanced Mobile Phone System) impiegato principalmente in America, e NMT (Nordisk MobilTelefoni) impiegato principalmente nel nord Europa - Cellulari analogici.
- 2G (II generazione): standard GSM (Groupe Spécial Mobile, poi Global System for Mobile communications), CDMA IS-95 e D-AMPS IS-136 - Primi cellulari digitali.
- 2,5G: standard GPRS (General Packet Radio Service) - Cellulari digitali con trasmissione di dati mediante commutazione di pacchetto (evoluzione del GSM).
- 2,75G: standard EDGE (Enhanced Data rates for GSM Evolution) - Versione più veloce dello standard GPRS per il trasferimento dati sulla rete cellulare GSM.
- 3G (III generazione): standard UMTS (Universal Mobile Telephone System), Wideband CDMA (W-CDMA), CDMA 2000 - Videocellulari o cellulari 3GPP (3rd Generation Partnership Project).
- 3,5G: nuova tecnologia HSDPA (High Speed Downlink Packet Access) e HSPA+
- 4G (IV generazione): standard VSF-Spread OFDM (Variable-Spreading-Factor Spread Orthogonal Frequency Division Multiplexing) e LTE
- 4.5G o 4G+ o LTE Advance
- 5G (V generazione): reti di telefonia mobile superiori alla tecnologia 4G/IMT-Advanced.

### Apparecchi telefonici per l'utente finale

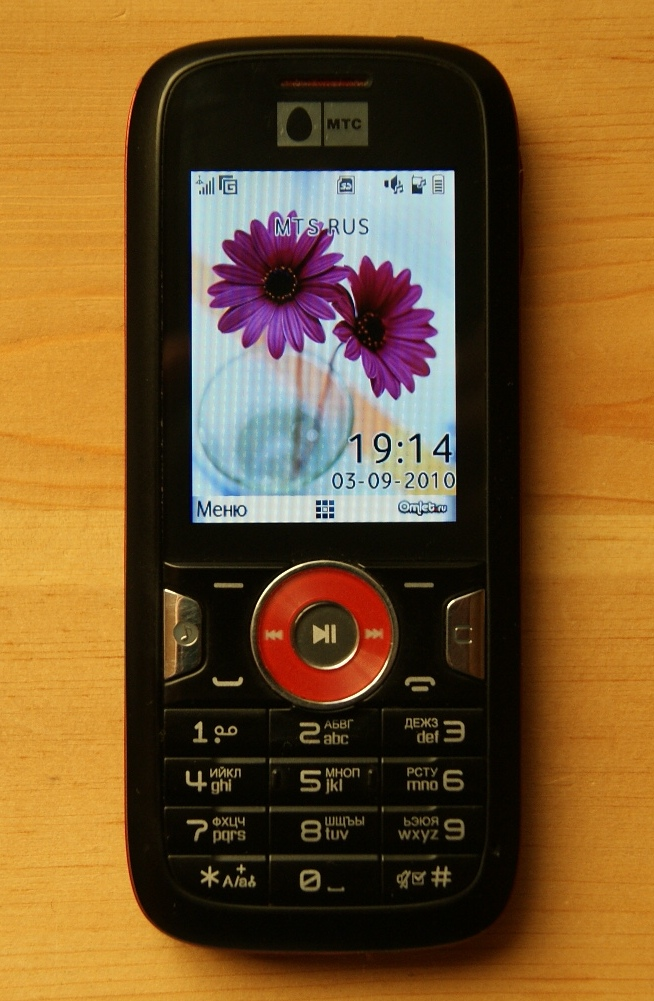
Telefono cellulare

I servizi di telefonia cellulare vengono in genere fruiti mediante l'uso di telefoni cellulari o terminali mobili, più noti come telefonini o cellulari. Tali telefoni possono supportare numerose funzionalità (anche non legate alla telecomunicazione), fra le quali:
- telefonate normali e in conferenza (comunicazioni foniche full duplex tra due o più utenti collegati alla Rete Telefonica Generale)
- invio e ricezione di messaggi (SMS, MMS, ...)
- trasmissione dati e accesso alla rete Internet.

Alcuni apparecchi sono in grado anche di effettuare videochiamate (comunicazioni foniche e visive full duplex tra due utenti collegati alla Rete Telefonica Generale). Essi sono detti videotelefoni cellulari e sono noti anche come videofonini.
Altri apparecchi possono ricevere programmi televisivi e vengono perciò chiamati tivufonini, o TVfonini, o tvfonini.
Per collegarsi a una rete di telefonia cellulare oltre ai telefonini è possibile usare delle schede per computer. Esse possono disporre delle medesime funzionalità di comunicazione.

### Confronto con gli altri tipi di accesso per l'utente finale
Rispetto alla telefonia fissa, la telefonia cellulare non ha vincoli di mobilità. Rispetto invece alla telefonia satellitare, nella telefonia cellulare gli apparecchi telefonici destinati all'utilizzo in mobilità hanno il vantaggio di poter essere utilizzati anche all'interno di edifici. La telefonia cellulare rispetto alla telefonia satellitare ha però lo svantaggio di richiedere investimenti maggiori per la copertura del territorio.

### Modalità di pagamento dei servizi telefonici
Gli operatori di telefonia mobile applicano piani tariffari a consumo oppure flat, mediante carta prepagata ricaricabile o abbonamento, dedicati ai privati o alle utenze business (titolari di partita IVA).
Il piano tariffario si dice "a consumo" se prevede uno scatto alla risposta e/o una tariffa al minuto, ed è un piano "flat" (lett. piatto) se prevede una tariffa forfettaria per un determinato numero di ore di chiamate voce al mese (oppure un traffico voce illimitato).
Il tipo maggiormente diffuso in Italia è la tariffazione a consumo per utenze private, e il 90% dei contratti riguarda pagamenti con carta prepagata ricaricabile. In molti Paesi UE, invece, le percentuali sono opposte: più della metà dei contratti riguarda abbonamenti, ed è maggiore la penetrazione di mercato delle tariffazioni flat. In qualsiasi caso il valore economico di spesa effettuabile, sino al completamento della disponibilità (prepagato o come tetto massimo contrattuale previsto dal piano di tariffazione), si chiama credito (e non "carica").
Un decreto-legge proposto dal ministro Bersani ha vietato la pratica del costo di ricarica introdotto dalle compagnia di telefonia mobile italiane, su richiamo della Corte Europea che ha obbligato l'Italia ad abolire i costi di ricarica applicati alle carte prepagate. In seguito a questo provvedimento, ciò che il cliente spende per l'acquisto della ricarica diventa interamente credito telefonico utilizzabile e l'operatore è tenuto a restituire il credito eventualmente non utilizzato dal cliente.
Nel caso di abbonamento, si paga ancora un costo fisso mensile, ossia la tassa di concessione governativa pari a 5,16 € per le utenze private e 12,91 € per le utenze con partita IVA.
Gli operatori di telefonia poi, utilizzano il sistema ARPU, per definire un ricavo medio per ogni utente.

## Inquinamento elettromagnetico
Gli impianti ed antenne di trasmissione e i dispositivi riceventi sono soggetti a inquinamento elettromagnetico.

## Operatori di telefonia cellulare

### Operatori italiani
| Operatore       | Fondazione | Chiusura | Note                                                               |
| --------------- | ---------- | -------- | ------------------------------------------------------------------ |
| Omnitel         | 1994       | 2003     | Acquisita da Vodafone                                              |
| TIM             | 1995       |          |                                                                    |
| Wind            | 1997       | 2016     | Fusione Wind Tre                                                   |
| 3 Italia        | 1999       | 2016     | Fusione Wind Tre                                                   |
| Blu             | 1999       | 2002     | Società suddivisa in asset ripartiti tra Tim, Vodafone, Wind e Tre |
| Vodafone Italia | 2003       |          |                                                                    |
| Iliad Italia    | 2016       |          | Le attività iniziano nel 2018                                      |
| Wind Tre        | 2016       |          | Le attività a marchio unico WindTre iniziano nel 2020              |

IPSE2000
Il consorzio IPSE2000 era formato da Fiat con la sua Atlanet, dall'Acea e dagli spagnoli di Telefonica. Aveva partecipato, vincendola al costo di 4.000 miliardi di Lire, alla gara indetta dal Governo italiano per aggiudicarsi una licenza UMTS, successivamente siglò un accordo con Omnitel, per il roaming sulle linee Gsm, ed iniziò a installare numerose antenne, cominciando anche con successo test e prove. L'operatore fallì prima del lancio sul mercato.

### Quote di mercato

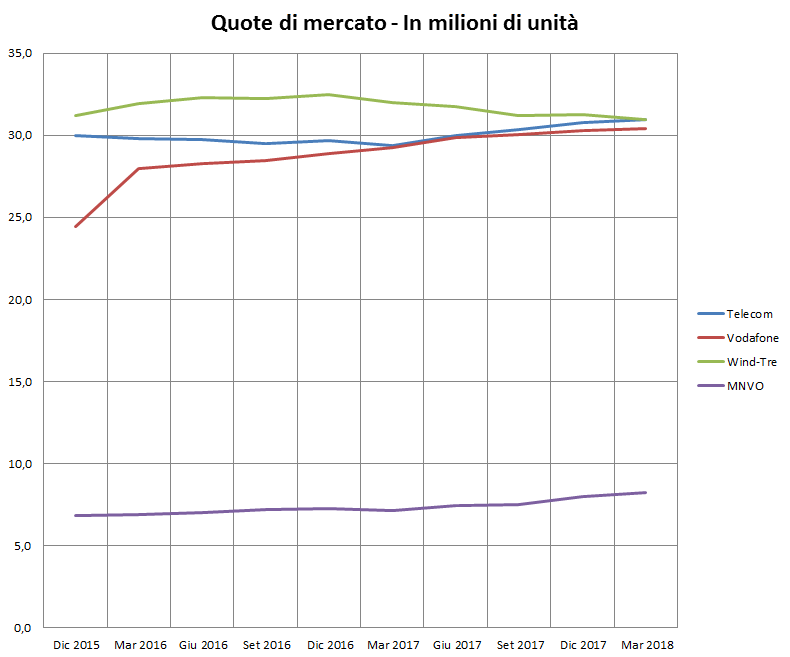
Quote di mercato per operatore - In milioni di unità

Fonti
Triennio 2007-2010
Triennio 2016-2018

### Operatori esteri
- Operatori di telefonia mobile in Africa
- Operatori di telefonia mobile in America
- Operatori di telefonia mobile in Asia e Oceania
- Operatori di telefonia mobile con infrastruttura di rete in Europa